# Café Gerstner

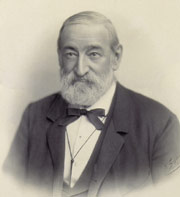
Der Gründer Anton Gerstner

Alte Werbung vom A. Gerstner

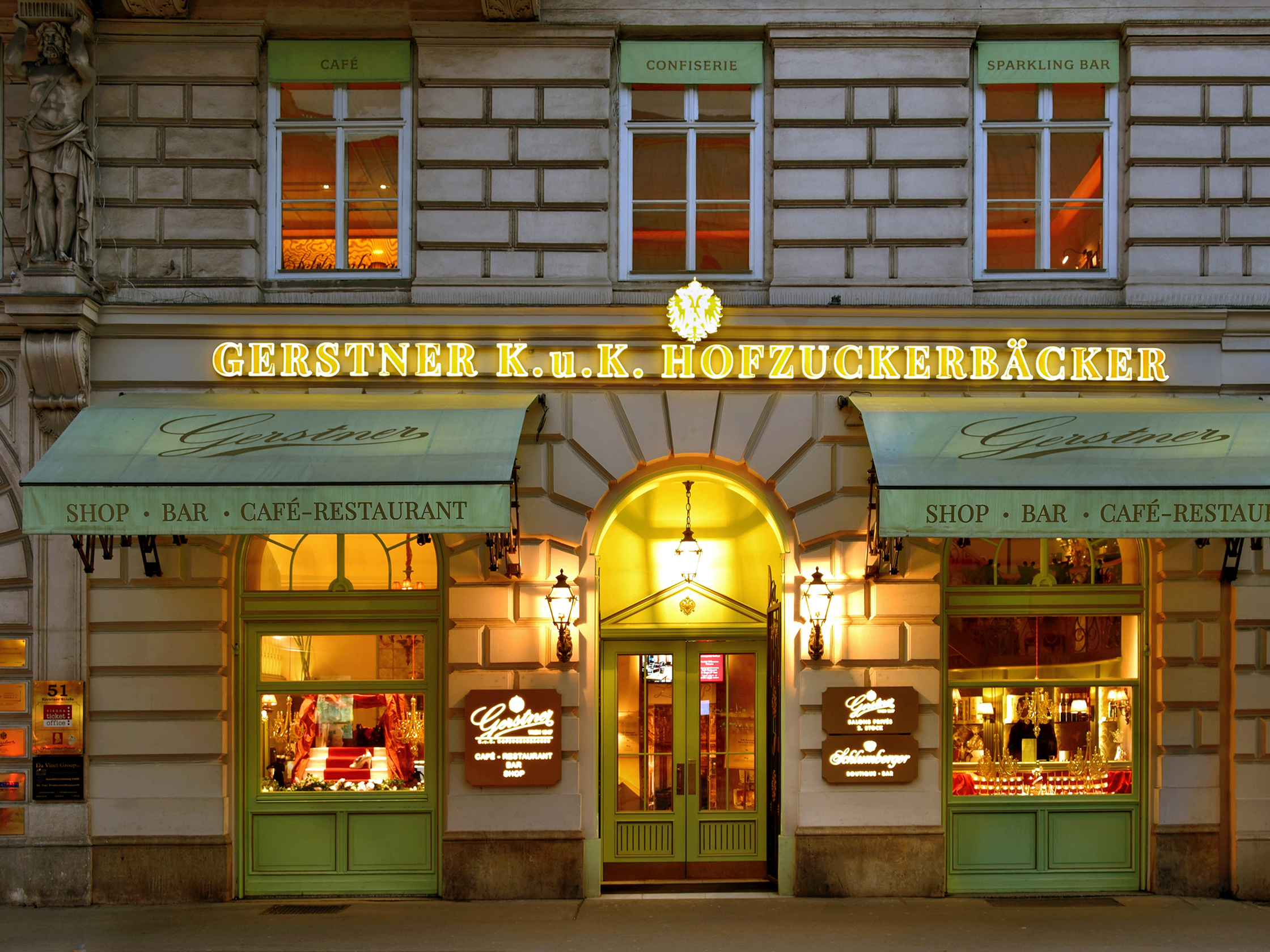
Außenansicht vom Gerstner an der Kärntner Straße in Wien

 Gerstner ist eine Café-Konditorei in Wien sowie eine exklusive Cateringmarke.

## Geschichte
Das heute noch als Gerstner K.u.K. Hofzuckerbäcker in der Kärntner Straße 51 im 1. Bezirk firmierende Unternehmen wurde am 24. April 1847 von Anton und Barbara Gerstner in Wien gegründet.
1869 übernahm Gerstner im damaligen k.u.k. Hofoperntheater, der heutigen Wiener Staatsoper, die Gastronomie. Diese Partnerschaft zwischen der Staatsoper und dem Gerstner besteht bis heute und gipfelt alljährlich in der kulinarischen Betreuung des Opernballs durch das Gerstner Catering.
Aufgrund der Popularität der Produkte und der guten Geschäftsbeziehungen sowie aus Anerkennung während der Wiener Weltausstellung wurde das Unternehmen 1873 vom Kaiser zum k.u.k. Hofzuckerbäcker erhoben. Anton Gerstner war einer der sehr wenigen Hoflieferanten, der sich nicht um eine Ernennung beim Obersthofmeisteramt bewerben musste, sondern es wurde ihm angeboten. Gerstner belieferte den Wiener Hof mit Mehlspeisen und Süßigkeiten für diverse Veranstaltungen.
Anton Gerstner richtete eine Stiftung für junge Menschen ein, die Zuckerbäcker werden wollten. Sein Sohn Anton Gerstner II. (1860–1936) und seine Mutter führten das Unternehmen weiter und erhielten 1899 erneut den Titel des Hoflieferanten. 1911 erhielt er den Auftrag für das Hochzeitsbuffet anlässlich der Vermählung von Erzherzog Karl Franz Joseph und Prinzessin Zita von Bourbon-Parma, dem späteren Kaiserpaar.
Im Zweiten Weltkrieg wurde der Sohn Anton Gerstner III. zur Wehrmacht eingezogen. Bei einem Bombenangriff auf Wien wurde das Lokal an der Kärntner Straße zerstört und das Archiv vernichtet.
Das Unternehmen wurde nach dem Krieg wieder aufgebaut, musste aber 1952 an die Creditanstalt verkauft werden. Seitdem wechselten häufig die Besitzer. Bei der Unterzeichnung des Österreichischen Staatsvertrages 1955 im Schloss Belvedere und beim darauf folgenden Gala-Diner im Schloss Schönbrunn war Gerstner als Buffetanbieter präsent.
Gerstner übernahm während des Gipfeltreffens von John F. Kennedy und Nikita Chruschtschow in Wien beim Catering die Süßspeisen. Gerstner beliefert auch regelmäßig Gipfeltreffen und Staatsbesuche.
Im Jahr 1988 erhielt das Unternehmen die Staatliche Auszeichnung und darf seither das Bundeswappen im Geschäftsverkehr verwenden. Neben den üblichen Wiener Mehlspeisen führt Gerstner auch eine eigene Gerstner Torte.
Das Unternehmen wurde 2008 mit der Goldenen Kaffeebohne von Jacobs ausgezeichnet.
Im Jahr 2021 wurde das Unternehmen, welches unter dem Namen Gerstner Catering GmbH firmiert, von der GMS Gourmet GmbH übernommen, einer Tochtergesellschaft von Vivatis Holding AG. Im darauf folgenden Jahr, 2022, erfolgte die rechtliche Fusion sowohl der GMS Gourmet GmbH als auch der Gerstner Catering GmbH.